# Electrónica de señal
Electrónica de señal es la parte de la electrónica que se encarga del análisis, diseño y estudio de circuitos y dispositivos de baja potencia. Debe su nombre a que frecuentemente estos circuitos sirven para tratar señales eléctricas que no suelen sobrepasar los milivatios.

## Instrumentos
- Osciloscopio
- Analizador de espectro
- Multímetro